# Przejście graniczne Radomierzyce-Hagenwerder
Przejście graniczne Radomierzyce-Hagenwerder – istniejące w latach 2003–2007 polsko-niemieckie drogowe przejście graniczne położone w województwie dolnośląskim, w powiecie zgorzeleckim, w gminie Zgorzelec, w miejscowości Radomierzyce.

## Opis
Przejście graniczne Radomierzyce-Hagenwerder z miejscem odprawy granicznej po stronie niemieckiej w miejscowości Hagenwerder zostało utworzone 22 października 2003. Czynne było całą dobę. Dopuszczone było przekraczanie granicy dla ruchu osobowego i mały ruch graniczny. Obie miejscowości łączył most na rzece Nysie Łużyckiej. Do przejścia granicznego po stronie niemieckiej prowadziła droga nr S128.
21 grudnia 2007 na mocy układu z Schengen przejście graniczne zostało zlikwidowane.

## Galeria

Przejście graniczne Radomierzyce-Hagenwerder
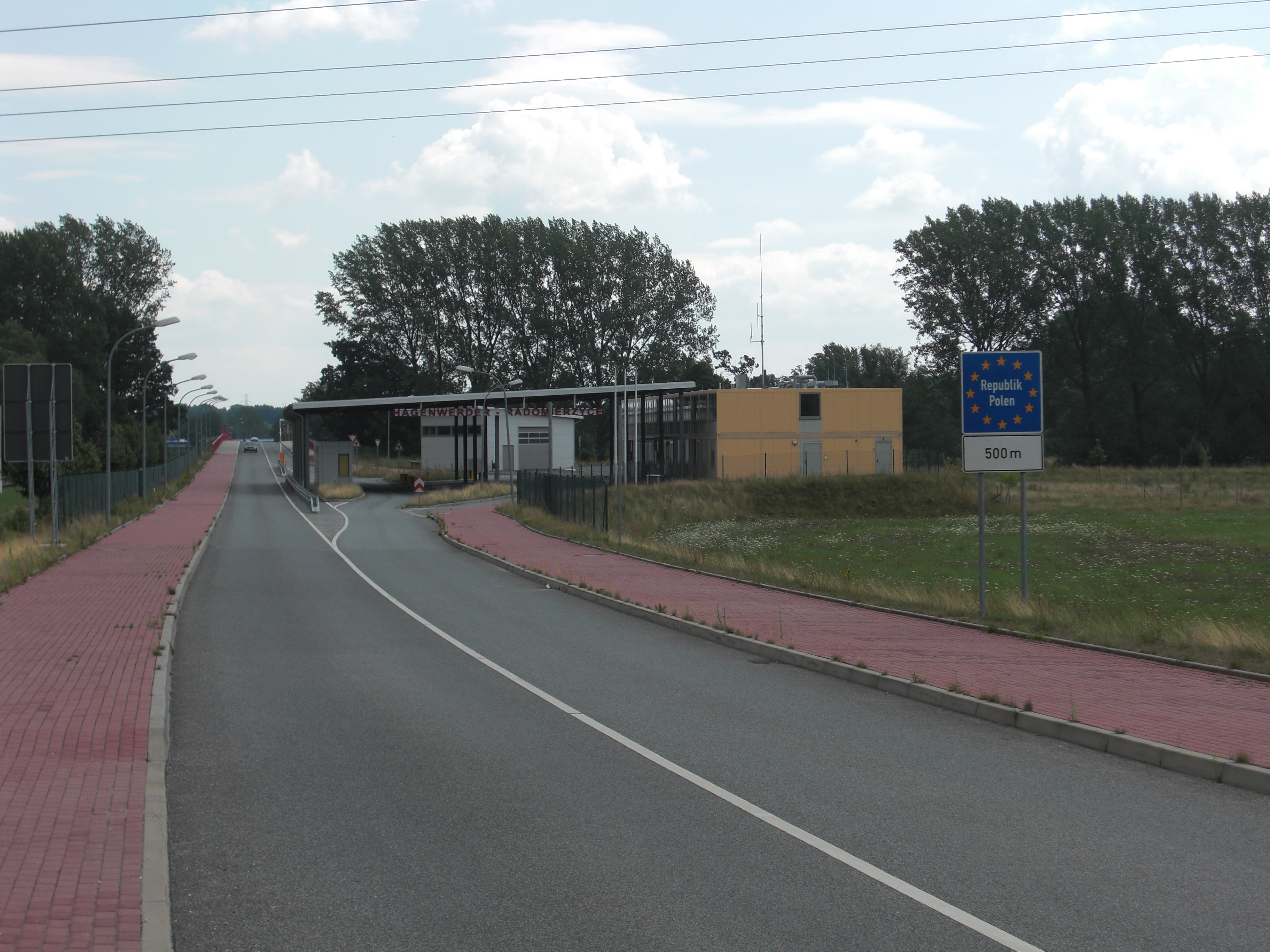
(lipiec 2008)
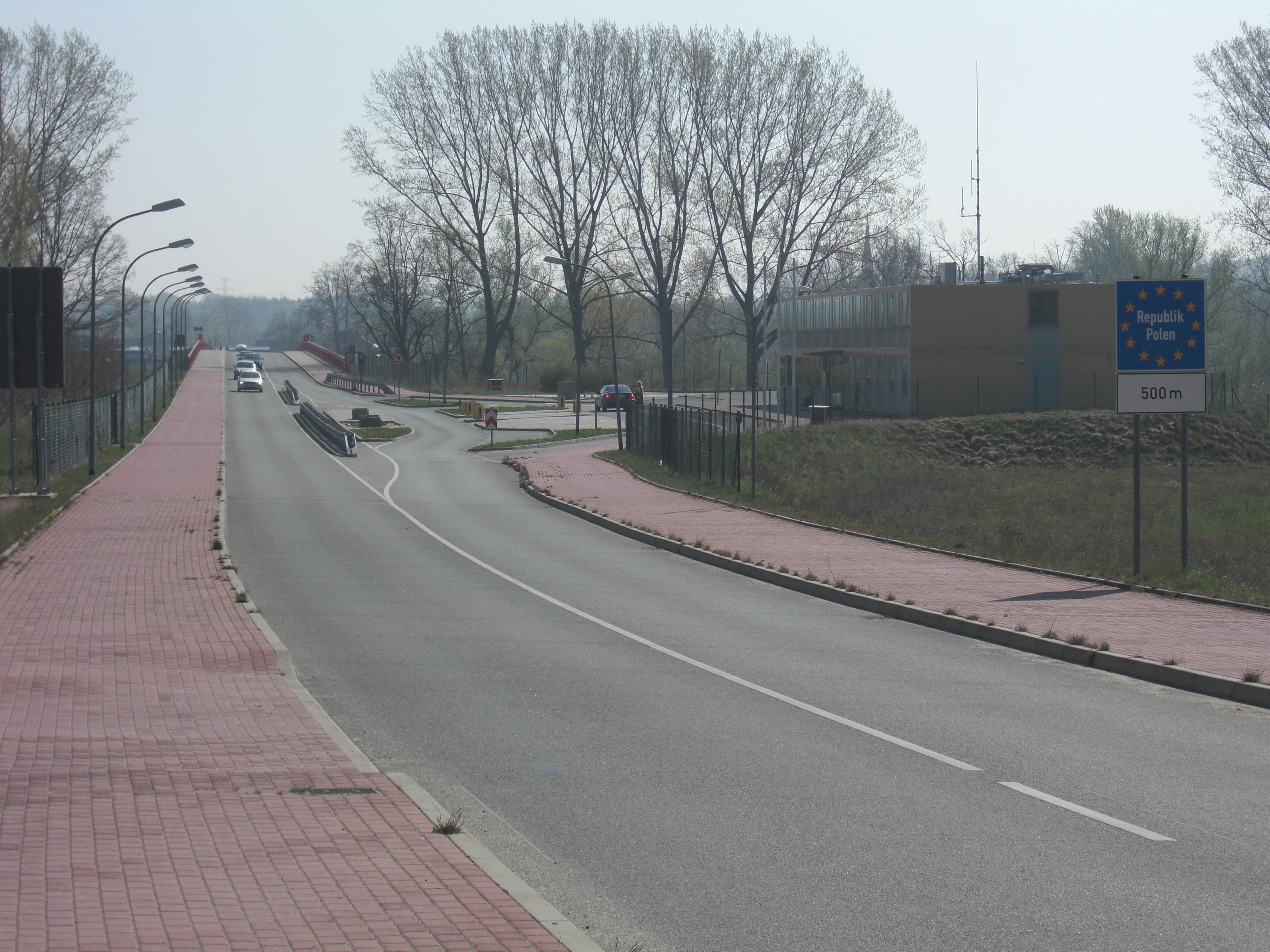
(kwiecień 2009)
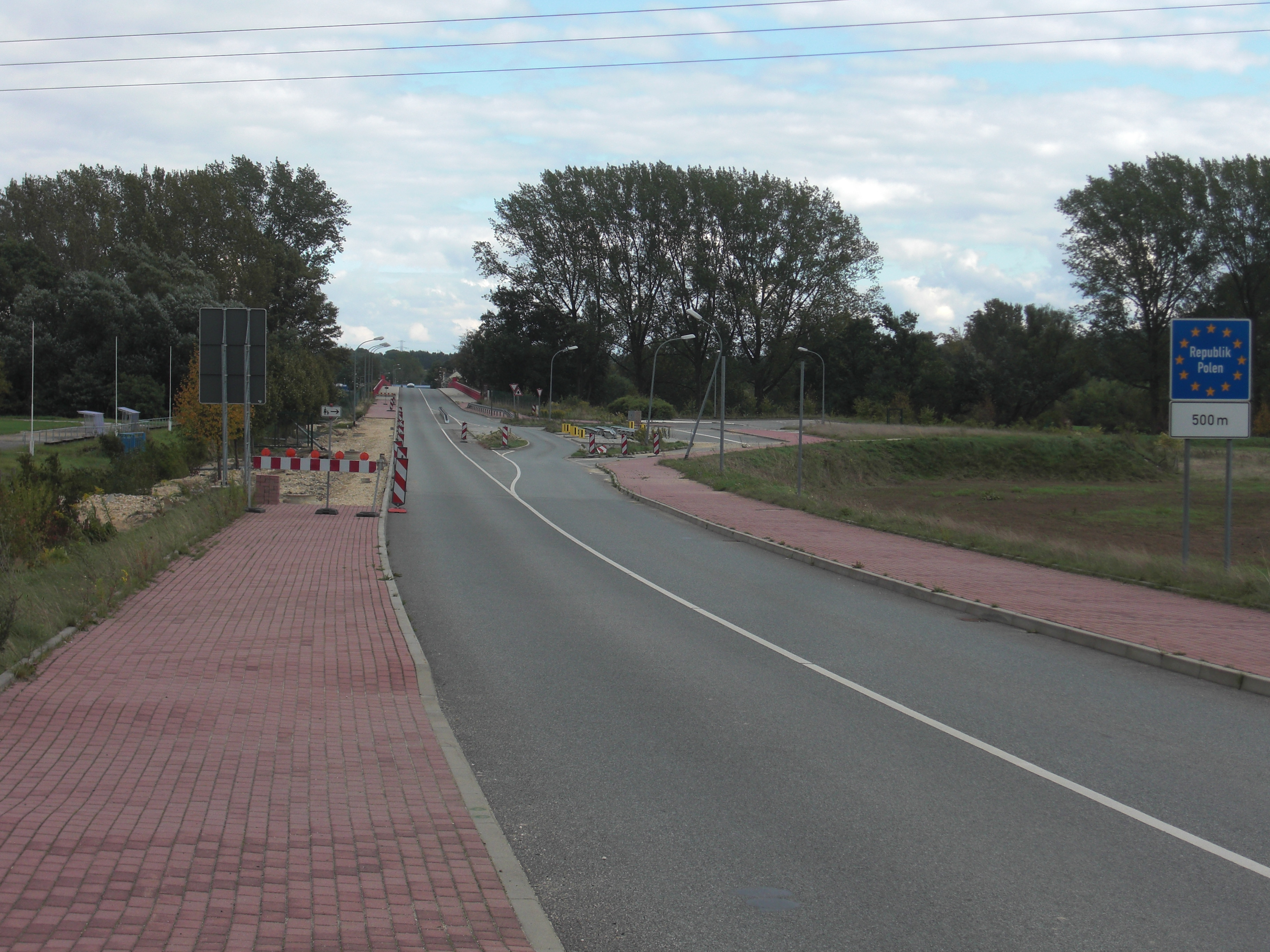
(wrzesień 2010)